# فرانشيسكو ديتوري
فرانشيسكو ديتوري (بالإيطالية: Francesco Dettori)‏ (2 مارس 1983 بساساري في إيطاليا - ) هو لاعب كرة قدم إيطالي في مركز الوسط. لعب مع كييفو فيرونا ونادي أفيلينو ونادي بيروجيا ونادي بيسكارا ونادي تريستينا ونادي كريمونيسي وOrvietana Calcio ‏ ونادي بوتنزا وASD Sangiovannese 1927 ‏ ونادي أريتسو وكارسو كالتشيو ‏.

## روابط خارجية
- فرانشيسكو ديتوري على موقع قاعدة بيانات كرة القدم.إي يو (الإنجليزية)
- فرانشيسكو ديتوري على موقع Soccerway.com (الإنجليزية)